# ポール・ラッシュ
ポール・フレドリック・ラッシュ（Paul Frederick Rusch 1897年11月25日 - 1979年12月12日）は、アメリカ合衆国インディアナ州出身の教育者、伝道者。親日家として知られ、日本に多くの業績を残し、知日派として占領期の日本で復興に多大な貢献をした。立教大学名誉教授。米国聖アンデレ同胞会日本支部（後の日本聖徒アンデレ同胞会）創設者。

## 生涯
1897年、インディアナ州フェアマウントで生まれ、ケンタッキー州ルイビルで育った。第一次世界大戦のフランス戦線に兵士として出征。
1923年から24年にかけて、オハイオ州にあるホテルの副支配人を務める。
1925年1月、ニューヨークのザ・ボウマン・ビルドモア・ホテル・チェーンで支配人を目指して働き始めたところ、知人から国際YMCA（キリスト教青年会）の職員としてエルサレムにいくよう勧められ、渡航を決意する。エルサレムへの渡航準備をしていたところ、関東大震災後の東京と横浜のYMCA拠点の再生委員に指名されることとなり、日本への渡航が決まる。
1925年5月3日、国際YMCAから派遣され横浜港に来日し、YMCA再建の仕事に携わる。同年夏、ラッシュは早稲田大学の理事で、立教大学と同じく聖公会が設立したコロンビア大学でM.A.（修士）を取得した田中穂積（後の早大第4代総長）に誘われて軽井沢に滞在、そこでオペラ歌手の藤原義江と出会い、藤原の軽井沢でのコンサートの開催に関与した。その翌年には、開業して間もないハリウッド美容室に「一流の外国人や名門の方々のお客をつくる」よう軽井沢への夏季出店を指導、援助した。ラッシュは当初、東京YMCAと横浜のYMCA再建の仕事が終わり次第帰国する予定だったが、彼の働きぶりを見ていた立教学院理事長のジョン・マキム主教とノーマン・ビンステッド司祭に頼まれ、1926年5月に立教大学の経済学教授に着任した。当初は1年の約束であった。マキムがラッシュを抜擢した理由は、天性ともいえる組織作りのリーダーシップと面倒見の良さにあった。
ラッシュは、立教大学に着任すると職員寮として五番館が与えられたが、まもなく早稲田大学の商業英語の教授も兼任するようになったため、昼、夜の区別もなく学生のたまり場となる。ここに集まった学生が後に「五番館ボーイズ」と呼ばれ、さまざまな学生活動の母体となった。ラッシュにとって、最初の学生組織づくりとなったのが、1927年（昭和2年）に設立された英語会大学連盟である。それまで慶應、東京商科（現・一橋）、明治、立教、早稲田の5大学でそれぞれ個別に活動していた英語会（ESS）であったが、学生たちに連携を呼びかけ、英語会大学連盟が設立されることとなった。学生発起人の中心となった人物は立教大学の教え子である小川徳治と五番館に出入りしていた明治大学生の松本瀧藏であった。小川と松本はその後、アメリカの大学に留学し、本場で人気スポーツとなっていたアメリカンフットボールを体験したことが1934年、東京学生米式蹴球連盟（のちの東京学生アメリカンフットボール連盟）設立の伏線となった。
ラッシュは、立教大学の教授として経済学や英語の教育を行うとともに、アメリカンフットボールの日本での普及に尽力していくこととなる（詳細は後述）。また山間高冷地で米作に適さなかった清里高原（山梨県北杜市）での酪農、西洋野菜の栽培促進による開拓支援を行った。
1927年（昭和2年）、ラッシュによって立教大学に米国聖アンデレ同胞会日本支部が結成され、青年運動団体として活動を開始する。その後、1931年（昭和6年）に米国聖アンデレ同胞会日本支部は米国から独立し「日本聖徒アンデレ同胞会（BSA）」が発足した。
1928年から1931年まで、ルドルフ・トイスラーを助け、聖路加国際病院の新病院建設資金の募金活動を行った。病院の募金目標額は260万ドル（現在の価額に換算して約120億円）で、計画は米国内の市民に募金を呼びかけ、集めたドルで東京・築地に東洋一の世界最高水準の慈善病院を建設することだった。この計画は不可能と思われたが、ラッシュはトイスラーの指示に従い、ニューヨークに募金本部を置き、1931年までの3、4年間で見事に計画した額を達成した。その募金活動成功の背景には、聖路加国際病院が米国聖公会の伝道事業であり、大富豪であるロックフェラー財団やモルガン財団が全面的に協力したためであった。ラッシュが日本の若者に残したメッセージに『Do your best and it must be first class.（最善を尽くし、かつ一流であれ）』がある。アメリカンフットボール関係者もよく引用する言葉であるが、この名句は聖路加の募金活動を通じてトイスラー院長からラッシュに伝授されたものであった。
1941年の太平洋戦争開戦後もラッシュは日本への残留を希望したが、「敵国人」という立場から認められず、一旦敵性外国人抑留施設「スミレキャンプ」（菫女学院に設置。現在の田園調布雙葉学園）に収容された後、日米交換船に乗って帰国する。帰国後のラッシュは、滞日体験を買われてアメリカ陸軍情報部（MIS）の語学学校人事課長に就任、日系二世軍人への日本語教育などを担当した。また、米国各地の教会で戦争後の日本救済への支援協力を訴えるため講演活動を行った。
日本降伏後の1945年9月10日に再来日してGHQの参謀第2部配下にあった民間諜報局（CIS）に配属される。ラッシュは1949年7月に退役するまで日本人戦犯リストの作成や赤狩りに関係した情報収集活動に携わり（詳細は後述）、マッカーサー元帥の理解を得ながら、戦禍で疲弊した日本社会の再建活動に取り組んだ。陸軍在職時の階級は中佐。
ラッシュは、戦時中軍部に弾圧された立教大学、日本聖公会の再生とともに、聖路加国際病院の復興と、アメリカンフットボールや高校野球、清里の復興にも多大な貢献をしていった。立教大学の再生の一つとして1948年には小学校を開設し、小学校から大学にいたる立教学院の一貫教育を実現している。

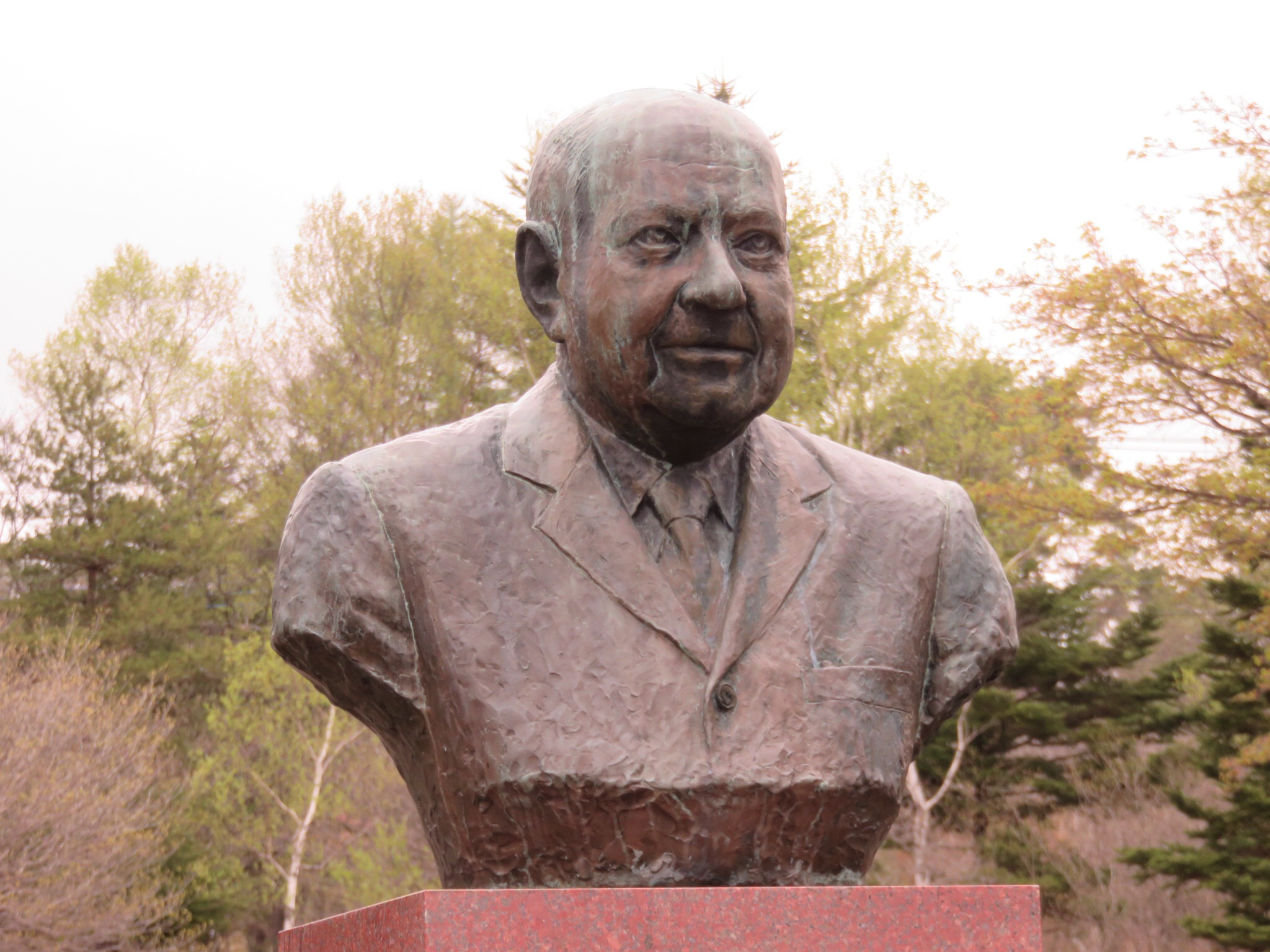
ポール・ラッシュの胸像

ラッシュは、米国聖公会の信徒でもあるダグラス・マッカーサーの特別許可を得て、1948年に戦後日本人として初めて海外渡航することとなった八代斌助らをGHQの特権と人脈を駆使して皇室との間を取り持つなど渡航の支援を行った。またラッシュは、立教大学の卒業生であった京都・西陣織で皇室御用達を務めていた高田茂に依頼し、日本の伝統技術を尽くし、英国の伝統様式に則った荘厳なコープ（法衣）とマイター（主教冠）を制作し、ランベス会議に出席する八代からの英国国教会のカンタベリー大主教への贈り物として届けることを手配した。こうした資金は毎日新聞本社にあったセント･ポールクラブでの慈善ダンスパーティなどで調達したものであった。昭和天皇のメッセージとともに日本からの贈り物を受け取ったカンタベリー大主教はことのほか気に入り、1953年6月2日、英国女王エリザベス2世の戴冠式で着用した。かつての敵国民が制作した法衣をまとい、カンタベリー大主教は、エリザベス2世の頭に王冠を被せたのである。
1979年、聖路加国際病院にて82歳で逝去、亡くなる直前には静養していた八ヶ岳山麓の清里まで第100代カンタベリー大主教を務めたマイケル・ラムゼーが見舞いに訪れた。亡くなった際に１円の私財も残されておらず、所持品は聖書と万年筆、何着かのスーツに加え、パジャマと歯ブラシだけであったという。すべてを日本に捧げた人生であった。遺骨は現在、清里聖アンデレ教会納骨堂に安置されている。

## 日本でのアメリカンフットボールの普及

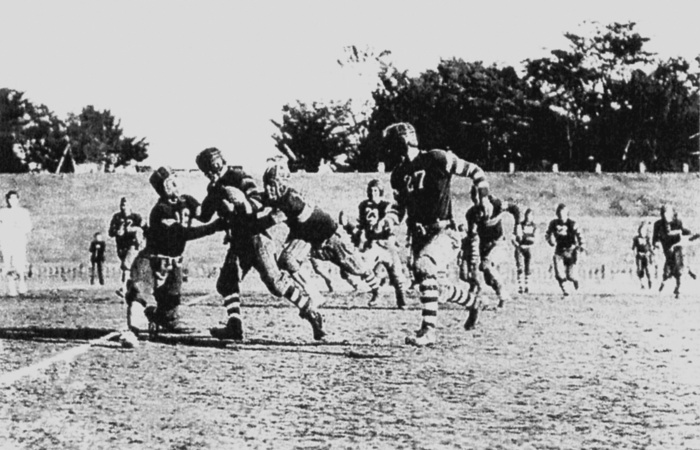
東京学生米式蹴球リーグ戦（1935年、立教対法政）

日本のアメリカンフットボールの歴史は、1934年春頃から、ポール・ラッシュ（立教大学教授）の声掛けにより、ジョージ・マーシャル（立教大学体育主事）、松本瀧藏（明治大学教授）、小川徳治（立教大学教授）、アレキサンダー・ジョージ（アメリカ大使館付武官）、メレット・ブース（アメリカ大使館付武官）、加納克亮（朝日新聞記者）らが立教大学に集まり、我が国でのフットボール競技活動開始を協議したことに始まった。
ラッシュは、1934年10月28日に立教大学五番館において東京学生米式蹴球連盟設立（現・関東学生アメリカンフットボール連盟）を設立。ラッシュは、合わせて立教大学、明治大学、早稲田大学の三大学にアメリカンフットボール部を創部する。
1934年11月29日には、明治神宮競技場において日本初のアメリカンフットボールの公式試合が開催される運びとなった。全東京学生選抜チーム（立教、明治、早稲田）と横浜カントリイ・アスレチック・クラブ（YCAC）との対戦で、開会式ではジョセフ・グルー米国大使が祝辞を述べ、観客は約2万人と盛況の中での試合となった。同年12月8日には、日本で最初のアメリカンフットボールのリーグ戦である東京学生リーグが開幕し、立教大学池袋グラウンドで初戦の立教大学対明治大学戦が開催された。
太平洋戦争中はアメリカンフットボールも敵性スポーツと判断されて中断されたが、戦後の再来日後、1948年に行われた第1回ライスボウルでは始球式のキックを行った。
1961年には日本アメリカンフットボール協会から「日本フットボールの父」と称号をもらった。この業績を記念して1984年からライスボウルの最優秀選手にはポールラッシュ杯が贈られるようになった。1996年には、日本アメリカンフットボールの殿堂顕彰者（名誉の殿堂入り）となった。
立教大学体育会アメリカンフットボール部のチーム名“ラッシャーズ”はポール・ラッシュにちなんで名付けられた。

## その他スポーツの普及と高校野球・夏の甲子園大会の復活

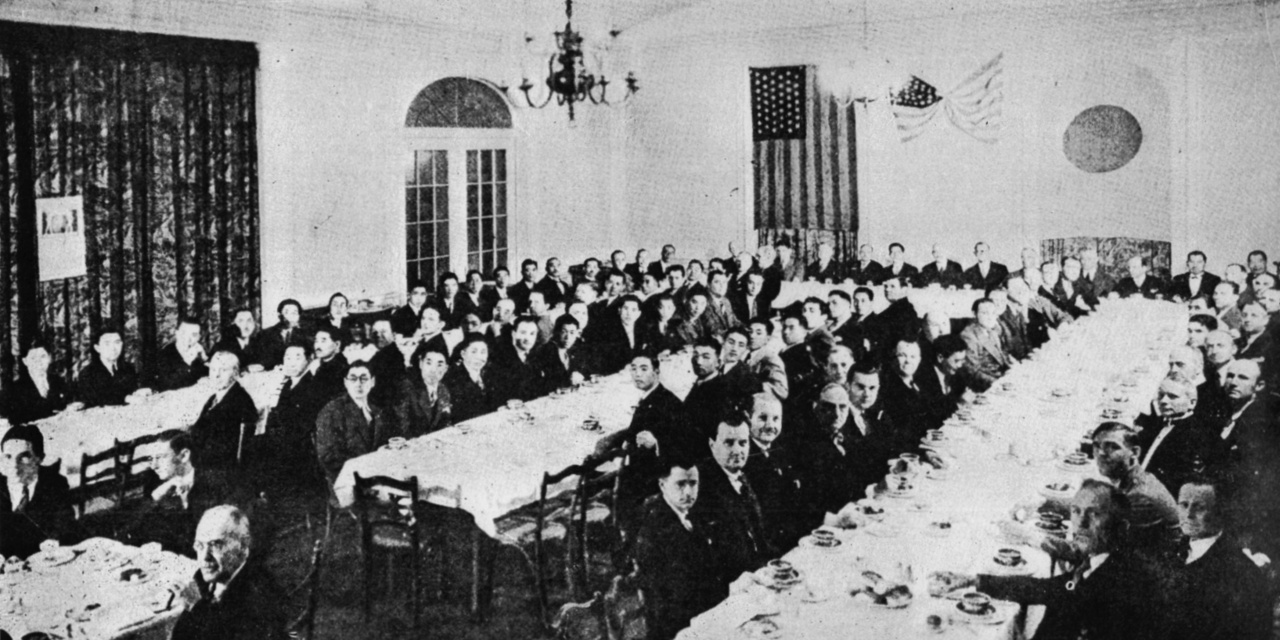
ニューヨークのタウンホールで行われた立教大学野球部の歓迎会（1932年5月11日、中央テーブル奥にベーブ・ルースとルー・ゲーリッグの姿が見える）

ラッシュはアメリカンフットボール以外のスポーツの育成にも努めたが、アメリカンフットボールの普及に先立って、大学野球の振興に関わっていた。特にアメリカでの聖路加国際病院建設募金から帰国した1931年には、六大学野球リーグを立教大学が初制覇したことから、1932年4月、立教大学野球部の米国遠征を大学体育主事のジョージ・マーシャル教授と企画した。野球部の選手たちは、米国各地を回り、アイビーリーグの優勝校であるイェール大学とも対戦し、8－1で勝利するなどの戦績も収めた。遠征のハイライトであるニューヨークでは、ヤンキースの試合を観戦した後、ベーブ・ルースやルー・ゲーリックらも出席して歓迎会が開催され、スポーツを通じ日本とアメリカの友好関係をさらに深めた。各チームとの試合の調整を含め、これらもラッシュが遠征の2か月前から米国入りし、事前に段取りをつけたものであった。
1933年には、立教大学ア式蹴球部（現・サッカー部）の2代目部長として、関東大学サッカーリーグ2部で全勝優勝させ、1部昇格へと導いた。
またラッシュは、日本に早い時期にカーリングを紹介したと言われている。
戦後まもなく、GHQの将校として再来日したラッシュは、日本の復興には日本の若者たちに夢や希望と生きる活力を与えるスポーツを復活させることが喫緊課題であるとし、真っ先に野球大会の復活に尽力した。朝日新聞社に働きかけて、夏の甲子園大会である全国高等学校野球選手権大会（当時・全国中等学校優勝野球大会）を戦争が終わった1周年である1946年8月15日に復活開催させた。大会主催の朝日新聞社は、ラッシュを戦後初の全国大会開会式の主賓として招待し、野球復活の最大の恩人に敬意を払った。この歴史的なスポーツの祭典の復活にあたって、ラッシュは「本大会を機に再び野球は日本の若者の血をわかすであろう。オメデトウ、Do your best!」と記録に残る名演説を行い、出場全チームに白球をプレゼントしたのである。この大会復活に関して、朝日新聞社側では、以前に早稲田大学野球部の監督を務め立教大学野球部の育ての親でもある飛田穂洲と、立教大学野球部出身の山下勝が大会の復活に尽力しラッシュを支えた。開会式翌日の1946年8月16日付の朝日新聞には、開会式で記念のボールを球児に贈るラッシュの写真が掲載された。飛田穂洲もこの記事を担当し、飛田による芦屋中学（現・兵庫県立芦屋高等学校）と城東中学（現・高知県立高知追手前高等学校）の試合の様子も掲載されている。

## GHQでの活動
前記の通り、太平洋戦争後の1945年から1949年まで、GHQ・G2の民間諜報局（CIS）に所属した。春名幹男『秘密のファイル』によれば、民間諜報局で文書の編集課長をしていた。G2に残された石井ファイル（731部隊隊長だった石井四郎元中将の取調及び免罪工作に関与する文書）には、ラッシュの名前が記された文書が多数残されている。そのことから、春名はラッシュが免罪工作に関わっていたと考えている。このほか春名は、ラッシュが有末精三らを通じて、公職追放者の個人資料収集、戦犯訴追資料として原田熊雄日記（『西園寺公と政局』）の発掘と翻訳（里見弴が校訂、吉野源三郎が編集担当）、吉田茂・白洲次郎・松本重治・片山哲・森戸辰男・福島慎太郎らとの人脈形成などをおこなったとしている。
ラッシュは親しかった外交官の沢田廉三・美喜夫妻が麹町に所有していた邸宅を接収し、ここをCISの拠点「CISハウス」として使用した。CISハウスには戦犯訴追に関する個人情報が集められ、戦犯リストが作成された。ラッシュには寺崎英成をはじめ政府関係者が接触し、「戦犯を作り出すより、頼まれてもみ消す方が多かった」とされる。
また、1946年1月以降は「日本共産党に関する情報収集」に当たったとされる。加藤哲郎によると、ラッシュは上司に当たるチャールズ・ウィロビーとともに、中国革命に好意を示すジャーナリストを告発する赤狩りの一環としてアグネス・スメドレーを標的としたゾルゲ事件の調査に携わった。1947年8月にCISが作成した報告書について、加藤哲郎はラッシュが作成を指揮したのではないかと推定している。さらに、1949年にはスメドレーに関する情報収集の一環として、戦前に上海でリヒャルト・ゾルゲと関わりのあった川合貞吉を情報源として尋問した。このあとG2は川合に情報源としての報酬を与え、日本の警察とも連携して保護警備し、G2と日本警察は川合が個人的動機で共産党の内情と伊藤律を誣告した内容をも「活用」することとなった。

## 友人であった女性教育者、河井道
1941年12月8日、日米開戦の日に、聖公会信徒の津田梅子に学んだ恵泉女学園創設者の河井道が、立教大学を訪問しラッシュを見舞った。ラッシュはその時のことを、「ミチは勇敢だった。恐れを知らぬ女史だった。天を見上げ、私のために祈ってくれた姿をはっきりと覚えている。憲兵隊たちに連れて行かれようとしている私に『大丈夫ですよ、神共にいます』と勇気づけてくれたたった一人の友人だった。」と語っている。

戦後、知日派としてマッカーサー司令部に配属されて再来日したラッシュと、GHQで再会すると、河井はラッシュに「私は女子教育のため、貴兄は男子教育の為に励み合いましょう」と声をかけたという。

## ポール・ラッシュ記念館
清泉寮を運営するキープ協会の創設者であるポール･ラッシュの功績を顕彰し、ラッシュの事業の実績として残された資料群を保存、展示する施設。国内とキープアメリカ後援会の募金活動によって清泉寮に隣接して建設され、1996年4月に開館した。「ポール・ラッシュ博士の生涯－その理想と実践」を展示する展示室に加えて、「日本アメリカンフットボールの殿堂」、さらにラッシュが生前暮らした「ポール・ラッシュ邸」とで構成されている。

展示物の中には、夏の甲子園大会を復活開催した際に代表各19校の主将に手渡したボールや、親交が深かった吉田茂元首相、マッカーサー元帥、実業家のロックフェラーなどをはじめとする知人との書簡も展示されている。日本アメリカンフットボールの殿堂では、殿堂入り顕彰者の顕彰額をはじめ、日本に競技を紹介したラッシュを中心とした創成期から現在に到る日本のアメリカンフットボールの歴史が資料とともに紹介・展示されている。館内にはライスボールの最優秀選手(MVP)に贈られる「ポール･ラッシュ杯」も提示されている。